# Minisèrie
Una minisèrie és un programa de televisió que explica una història amb un nombre predeterminat i limitat d'episodis que pot mostrar-se en forma de telefilm. D'ençà de l'any 2021, la popularitat del format minisèrie ha augmentat tant en plataformes de streaming com en televisió.

## Definició
Algunes autories han ofert definicions més precises del terme. A Halliwell's Television Companion (1987), Leslie Halliwell i Philip Purser van suggerir que les minisèries tendeixen a «constar d'entre quatre i sis episodis de durada diversa», mentre que Stuart Cunningham a Textual Innovation in the Australian Historical Mini-series (1989) va definir una minisèrie com «un programa d'execució limitada d'una única temporada d'entre dos i tretze capítols». Amb la proliferació del format a les dècades del 1980 i 1990, els telefilms emesos durant dues o tres nits es van anomenar popularment minisèries als Estats Units d'Amèrica.
A Television: A History (1985), Francis Wheen assenyala una diferència en el desenvolupament dels personatges: «tant en els fulletons o telenovel·les com en les sèries de televisió en horari de màxima audiència no poden permetre's el luxe que els personatges principals es desenvolupin, ja que els guions es fan amb la intenció de funcionar indefinidament. En una minisèrie, en canvi, hi ha un inici, una nus i un final clarament definits (com en una obra de teatre o novel·la convencional), que permeten als personatges canviar, madurar o morir a mesura que avança la minisèrie».
El Collins English Dictionary defineix una minisèrie com «un programa de televisió en diverses parts que es mostra en dies o setmanes consecutius durant un període curt», mentre que per al Webster's New World College Dictionary és «un drama de televisió o docudrama emès en sèrie en un nombre limitat d'episodis».

## Popularitat
La minisèrie de divuit hores de 1983 The Winds of War va ser un èxit d'audiència, amb 140 milions d'espectadors convertint-la en la minisèrie més vista fins aleshores.
A Egipte, les dècades del 1980 i 1990 van ser l'època daurada de les minisèries de televisió i van atraure milions d'espectadors. Per exemple, la minisèrie The Family of Mr Shalash protagonitzada per Salah Zulfikar va ser la millor valorada en aquell moment. Un dels moments més destacats de la dècada del 1990 va ser la producció d'HBO From the Earth to the Moon, que explicava la història de les expedicions del Programa Apollo a la Lluna durant la dècada del 1960 i principis de 1970.
Al segle xxi, el format va tornar a la televisió per cable i es va popularitzar als serveis de reproducció en línia amb minisèries com Hatfields and McCoys o Big Little Lies.
Per a designar produccions d'una temporada que no estan pensades per a ser renovades en temporades addicionals, la indústria de la televisió ha proposat el terme «sèrie limitada», tot i que aquest terme també s'aplica a les produccions de diverses temporades que inclouen repartiments diferents i històries rotatives cada temporada, com ara American Horror Story, Fargo o True Detective. Això fa que la temporada autònoma sigui més llarga que una minisèrie però més curta que tota una sèrie de diverses temporades. Aquesta terminologia va esdevenir rellevant per a la categorització de programes per als Premis Emmy. Als Premis Emmy les minisèries es van posar a la mateixa categoria que els telefilms del 2011 al 2014, i després es van tornar a separar en categories diferents.
A començaments del segle xxi, dues minisèries van tenir un impacte significatiu en la cultura popular i sovint se les considera del millor que s'ha fet mai: Band of Brothers (2001) i Chernobyl (2019), de la qual quan es va emetre l'episodi final ja era la minisèrie més ben valorada de la història a IMDb.